# 伊達房実
伊達 房実（だて ふさざね、? - 寛永3年（1626年）は、戦国時代から江戸時代にかけての武将、江戸幕府旗本。太田氏、後北条氏の家臣。伊達城（埼玉県さいたま市）城主。通称は与兵衛。伊達房成とも。妻は足利義氏の家臣・相馬藤右衛門の娘。『寛政重修諸家譜』に拠れば、父は伊達宗春（伊達与兵衛。高天神城の戦いに参戦）。

## 生涯

### 出自
駿河伊達氏とされるが、『寛政重修諸家譜』に拠れば、伊達政充が北条氏康に仕え、その子の宗春（宗綱）は今川氏、次いで徳川家臣であった。小笠原信興配下の高天神衆として姉川の戦いに従軍し、姉川七本槍に数えられた。のち徳川家康の次女の督姫が天正11年（1583年）8月に北条氏直に嫁いだ際、同行して北条氏傘下に入ったと伝わる。『埼玉苗字辞典』では安房国出身の出稼衆で家康に仕えたとされ、『関八州古戦録』では、宗春は安房国鶴ヶ谷の八幡宮（館山市八幡）の神職の子であるとされている。また、高天神城の戦いののちに甲斐武田氏の武田勝頼に降るが小田原北条氏に仕え直し、北条氏滅亡後は結城秀康に800石で仕え、大坂の陣で松平忠直の越前福井藩が真田幸村の真田丸を攻めた際に討死した、子孫は津山藩士、とする史料もある。家紋は「竹に雀」「竪三引両」「蟹牡丹」「九曜」であり、多数の家紋を使用した奥州の伊達氏と同一である。

### 伊達房実
宗春の子とされる房実は、北条氏麾下の太田氏の配下となった。永禄3年（1560年）、現在の埼玉県さいたま市 大和田町に伊達城が築かれる。太田氏房が岩槻城主となるのに伴い付家老となる。天正17年（1589年）には、華林山慈恩寺に「南蛮鉄灯篭」（さいたま市指定文化財）を寄進。
天正18年（1590年）、豊臣秀吉による小田原征伐に際して、主君・氏房が小田原城に篭ったため、房実は2,000人の兵と共に岩槻城に篭城した。1,000人余の死傷者を出しながら奮闘したが、2万人の豊臣軍に攻められ落城降伏した。
同年、徳川氏に召し抱えられ江戸三番町角屋敷を与えられた。天正19年（1591年）、武蔵国足立郡（埼玉県さいたま市見沼区）250石を与えられ旧領である大和田村を知行した。その頃に伊達城は破却され大和田陣屋を構えた。後に常陸国鹿島郡（茨城県鉾田市）200石を加増され450石となった。
寛永3年（1626年）5月19日死去し、江戸谷中瑞輪寺に葬られた。法名日受。

## 大和田伊達家系譜
- 『寛政重修諸家譜』

```
政充━宗春━房実（房成）━房次┳勝治
　　　　　　　　　　　　　　　┣勝尚━女
　　　　　　　　　　　　　　　┗勝信　∥
　　　　　　　　　　　　　　　　　　　清房＝房征＝政春＝政誉━政典━政和━与兵衛━政辰

```

- 『浅子家文書目録　資料抄録　伊達氏先祖書』

```
輝宗━重実━政統━房実━政勝（房勝）━房次

```

## 参考資料
- 『北条五代記』
- 『小田原編年録』
- 『関東古戦録』